# Steven Beitashour
Steven Mehrdad Beitashour (San José, 1 de fevereiro de 1987) é um futebolista americano naturalizado iraniano que atua como Lateral-direito. Atualmente, joga pelo Colorado Rapids.

## Títulos
San José Earthquakes
- MLS Supporters' Shield: 2012

Vancouver Whitecaps
- Campeonato Canadense: 2015

Toronto FC
- MLS Cup: 2017
- MLS Supporters' Shield: 2017
- Campeonato Canadense: 2016, 2017

Los Angeles FC
- MLS Supporters' Shield: 2019